# Syrisca drassiformis
Syrisca drassiformis là một loài nhện trong họ Miturgidae.
Loài này thuộc chi Syrisca. Syrisca drassiformis được Embrik Strand miêu tả năm 1906.